# Międzynarodowe Konsorcjum Genomu Raka
Międzynarodowe Konsorcjum Genomu Raka (ang. The International Cancer Genome Consortium) – dobrowolna organizacja naukowa stanowiąca forum współpracy pomiędzy wiodącymi na świecie naukowcami zajmującymi się badaniem genomu raka. Konsorcjum zostało uruchomione w 2008 roku w celu koordynacji badań na dużą skalę genomu raka.
Badania ponad 25 tys. nowotworowych genomów ujawniły repertuar onkogennych mutacji, odkryły ślady mutagennych wpływów, określiły klinicznie istotne podtypy dla rokowania i postępowania terapeutycznego i umożliwiły rozwój nowych terapii nowotworowych.